# Valverde de Burguillos
Valverde de Burguillos ist eine Gemeinde (municipio) mit 270 Einwohnern (Stand: 2024) im Süden der spanischen Provinz Badajoz in der Autonomen Gemeinschaft Extremadura.

## Lage
Valverde de Burguillos liegt ca. 100 km (Fahrtstrecke) südsüdöstlich der Provinzhauptstadt Badajoz in einer Höhe von ca. 410 m.
Das Klima im Winter ist gemäßigt, im Sommer dagegen warm bis heiß; die geringen Niederschlagsmengen (ca. 504 mm/Jahr) fallen – mit Ausnahme der nahezu regenlosen Sommermonate – verteilt übers ganze Jahr.

## Bevölkerungsentwicklung
| Jahr      | 1970 | 1981 | 1991 | 2001 | 2011 | 2021 |
| Einwohner | 622  | 412  | 405  | 364  | 311  | 278  |

## Sehenswürdigkeiten
- Marienkirche (Iglesia de Nuestra Señora de la Antigua)

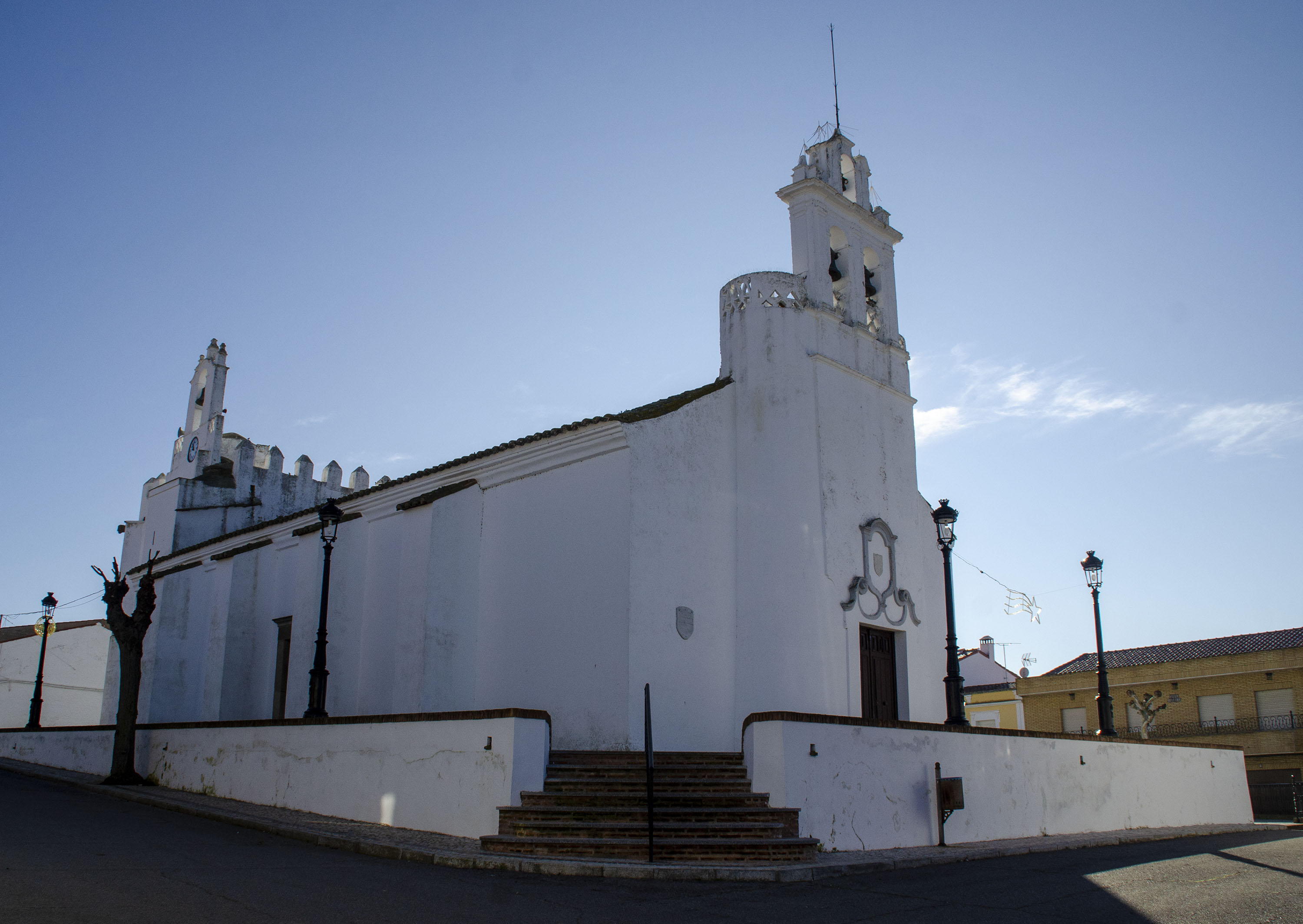
Marienkirche
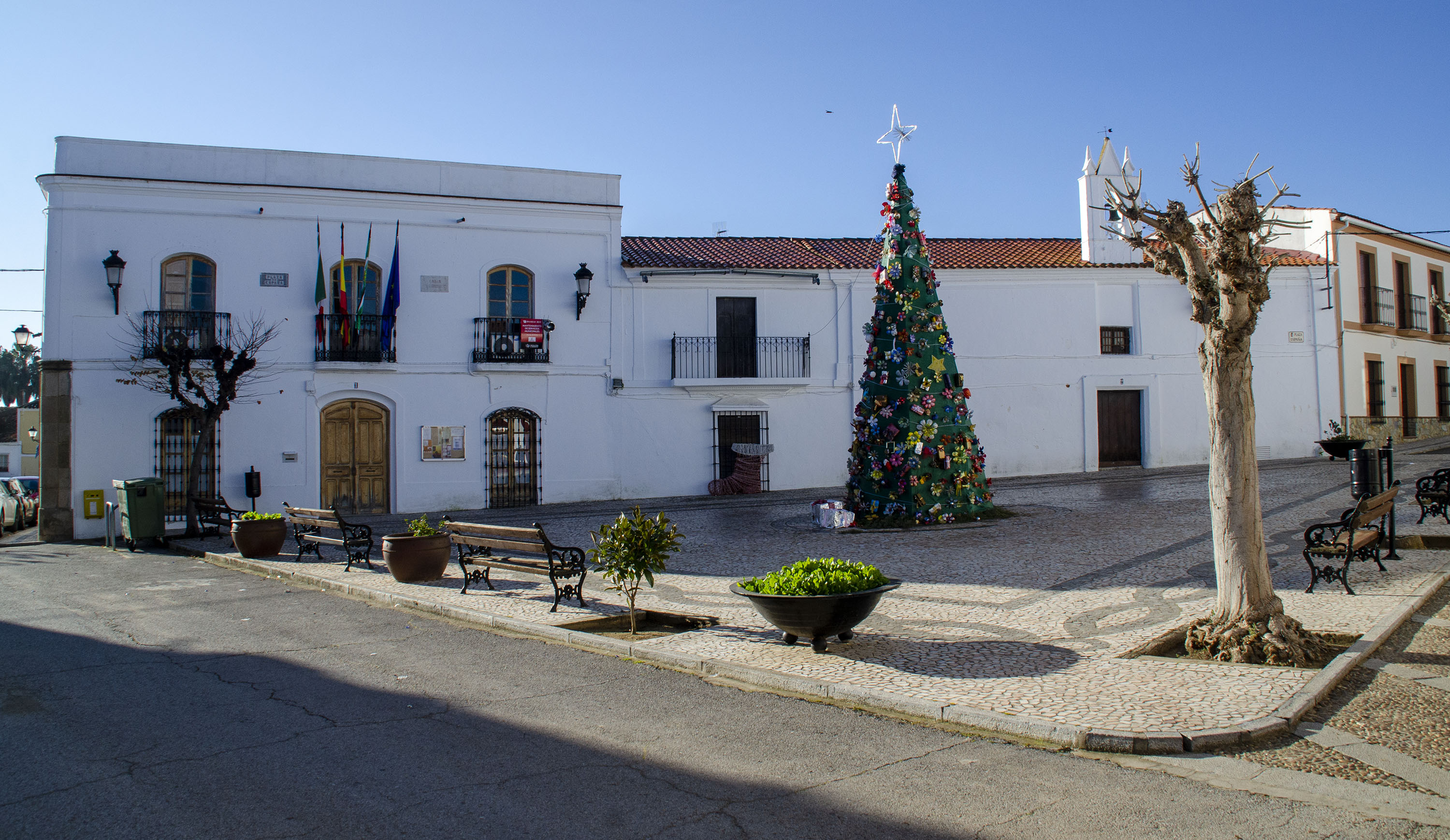
Rathaus